# Фудель-Осипова Софія Іванівна
Софія Михайлівна Фудель-Осипова (27 листопада 1898, Архангельськ — 1987, Київ) — українська вчена, фізіолог, професор, завідувачка кафедри фізіології Київського медичного університету в 1942—1945 роках.

## Біографія
Донька Івана Івановича Фуделя, тітка богослова Сергія Фуделя. Онука Івана Івановича Фуделя, титулярного радника, службовця господарської частини Володимирського драгунського полку.
Після закінчення Київського університету працювала лікаркою на тютюновій фабриці в Феодосії. У 1931 очолила лабораторію фізіології в Київському інституті охорони материнства й дитинства. З 1937 року — асистентка кафедри фізіології Київського медичного інституту. У 1942—1945 роках завідувала кафедрою фізіології в евакуації та при поверненні до Києва. 1953 року захистила дисертацію доктора медичних наук «Про основні фізіологічні властивості нервового процесу, що визначають його функціональну роль» (рос. Об основных физиологических свойствах нервного процесса, определяющих его функциональную роль). У 1956 році була у відрядженні до Індії.
У 1953—1956 роках завідувала кафедрою фізіології Київського стоматологічного інституту. Потім завідувала лабораторіями Інституту геронтології (1959—1964) та Інституту гігієни і токсикології пестицидів і пластичних мас в Києві (1964—1982). В останньому працювала у відділі Юрія Кагана.

## Наукові праці
- Фудель-Осипова С. И. Капиллярное кровообращение у человека при физической дозированной работе// Физиол.журнал СССР, 1941. N 1. Т. 30. с. (рос.)
- Фудель-Осипова, С. И. (1945). Рефрактерность мышцы при сочетании прямого и непрямого раздражения. Бюлл. экспер. биол. и медицины, 19(4-5), 23-29.
- С. И. Фудель-Осипова, Ю. С. Каган, С. Д. Ковтун, У. А. Кузьминская. Физиолого-биохимический механизм действия пестицидов. — Киев: Наук. думка, 1981. — 100 с. (рос.)
- Горев, Н. Н., Фролькис, В. В., & Фудель-Осипова, С. И. (1963). Современное представление о старении организма. Механизмы старения", Киев, 5-18.
- С. И. Фудель-Осипова. Старение нервно-мышечной системы. Киев: Здоров'я, 1968. (рос.)
- Фудель-Осипова, С. И. Борьба отечественной физиологии против метафизического закона «все или ничего». Вопросы физиологии, No 7, 1954, с. 15-26.
- Фудель-Осипова, С. И. О течении нервного процесса в области кат- и анэлектротона. Науч. записки (Киевский ун-т), т 11, вып. 11. Труды Науч.-исслед. ин-та физиологии животных, No 6, 1952, с. 93-100
- Фудель-Осипова, С. И., & Мартыненко, О. А. (1962). Величина мембранного потенциала мышечного волокна, его связь с ростом последнего в различные периоды онтогенеза. Сб."Вопросы геронтологии и гериатрии", Госмедиздат УССР.
- Фудель-Осипова, С. И., Ковтун, С. Д., & Сокур, А. И. (1968). Биофизические показатели нарушения проницаемости клеток животных при воздействии ДДТ. Гигиена применения, токсикология пестицидов и клиника отравлений. Киев, 797—805.
- Фудель-Осипова, С. И. «О некоторых подходах к изучению действия токсических веществ на организм.» (1989): 178—189